# Воронин, Владимир Иванович
Влади́мир Ива́нович Воро́нин (5 [17] октября 1890, Сумский Посад, ныне Карелия — 18 октября 1952, Диксон) — капитан советского ледокольного флота, полярный исследователь, участник многих советских экспедиций в Арктике. Капитан 2-го ранга.

## Биография

### Происхождение
Представитель известной династии моряков-поморов Ворониных. Имя его двоюродного дяди Фёдора Воронина вошло в историю Арктики спасением участников австро-венгерской полярной экспедиции Карла Вайпрехта и Юлиуса Пайера после крушения во льдах их корабля «Адмирал Тегеттгофф» в 1874 г. Эта экспедиция открыла архипелаг Земля Франца-Иосифа.

### Ранние годы
Родился 5 (17 октября) 1890 года в семье моряков-поморов в селе Сумский Посад (ныне Республика Карелия). Начал ходить в море с 8 лет зуйком-мальчиком на рыбном промысле на парусном боте «Святой Иван Предтеча» на Мурмане, юнгой на парусных судах с 11 лет. Службу матросом начал на пароходе «Савватий», принадлежавшем пароходству Игнатия Буркова.
В 1912 году окончил Кемскую мореходную школу в родном селе, готовившую шкиперов для судов каботажного плавания. Получил звание штурмана четвёртого класса и начал работать штурманом на «Савватии» у А. Е. Рубинштейна — опытного морехода с очень жестоким нравом. По свидетельству В. Г. Беркуля, служившего на «Савватии» старпомом, Воронину — самому молодому штурману, доставалось особенно. Впоследствии служил старпомом на пароходах «Кандалакша» и «Ломоносов» Архангельско-Мурманского срочного пароходства.
В 1916 году окончил Архангельское мореходное училище. Был зачислен штурманом в экипаж парохода «Фёдор Чижов» Архангельско-Мурманского срочного пароходства. 16 мая 1918 года судно во время рейса в Мурманск атаковала немецкая подводная лодка U-22 близ поселка Вайда-Губа, потопившая его артиллерийским огнем. Большей части экипажа, в том числе раненому Владимиру Воронину, удалось спастись. Воронин руководил эвакуацией людей и оставил судно последним.

### На капитанском мостике
После выздоровления с 1918 года, имея за плечами два года штурманской практики, Воронин служит в должности капитана дальнего плавания: сначала на пароходе «Колгуев» (с 1921 года — «Юшар»), затем «Кандалакше».
На пароходе «Сергей Витте» (с июля 1920 года — «Пролетарий», с сентября 1921 года — «Канин») Воронин в 1920—1921 годах участвовал в Карских экспедициях, доставлявших пшеницу из регионов Сибири в Архангельск.
Первый пароход, на котором Воронин уже капитанил, был «Сосновец», который был выброшен на камни близ Мудьюга. При следствии и суде второго штурмана лишили диплома, старпома Ф. В. Падорина посадили в тюрьму на три года, а «капитан Воронин отделался лёгким испугом».

### Полярный капитан
В 1926 году Воронин стал капитаном ледокола «Георгий Седов». В этом качестве в 1928 году принимал участие в поисках экипажа итальянской экспедиции У. Нобиле.
В 1929—1930 годах «Георгий Седов» принял участие в научных экспедициях под руководством академика Отто Шмидта, когда была организована первая полярная станция Бухта Тихая на о. Гукера в центральной части Земли Франца-Иосифа. Также исследователи открыли в северо-восточной части Карского моря не известные ранее острова, названные в честь участников экспедиции, в том числе Владимира Воронина.

### Освоение Северного морского пути
В 1932 году ледокольный п/х «Александр Сибиряков» под командованием В.Воронина выполняет под руководством О. Ю. Шмидта первый в мире сквозной переход по Северному морскому пути за одну навигацию (2 месяца и 5 дней). Экспедиция была трудной: в Чукотском море во льдах был обломан гребной винт парохода, однако экипаж под командованием В.Воронина установил паруса, и судно дошло до Берингова пролива своим ходом. За этот героический рейс Воронин был награждён первым орденом Ленина.
В марте 1933 года Воронин получил письмо от Шмидта: «Дорогой Владимир Иванович! Правительство решило в самый кратчайший срок окончательно освоить Северный морской путь. В этом году будет вновь организована экспедиция по Ледовитому океану. Начальником этой экспедиции назначен я. Разумеется, первое условие для выполнения такого задания — приглашение капитана <…> Естественно, что не только мы, но и вся страна хочет видеть Вас водителем корабля в этом рейсе».
В 1933—1934 годах Воронин — капитан парохода «Челюскин». Осмотрев этот грузовой пароход с обычным или даже чрезмерно широким корпусом, без усиливающих конструкций, Владимир Иванович поначалу категорически отказался идти на нём в Арктику. Однако его упросили «довести пароход хотя бы до Мурманска», где обещали замену. Но замены не нашлось, и Воронин повёл судно дальше. 4 ноября, благодаря удачному дрейфу вместе со льдами, судно вошло в Берингов пролив. До чистой воды было рукой подать. Но корабль увлекло назад, зажало льдинами и вместе с ними стало уносить обратно в Чукотское море. 13 февраля 1934 года «объятия» льда усилились — затрещала обшивка, внутрь полилась вода. Срочно началась эвакуация на лед. Экипаж разбил лагерь на льдине, из спасённых материалов был построен жилой барак для 104 человек и пекарня. Воронин последним спрыгнул с корабля на лёд. Основная часть челюскинцев провела на льдине около двух месяцев. Чтобы время не пропадало зря, Шмидт читал членам экспедиции лекции по философии. После расчистки ВПП экспедиция была вывезена самолётами полярной авиации в марте — апреле 1934 года Первым 5 марта совершил посадку на льдину экипаж Анатолия Ляпидевского на самолёте АНТ-4, что было весьма непросто в условиях тумана и низких температур. За две недели лётчики совершили 24 рейса, после чего участникам спасательной операции заслуженно было присвоено звание Героев Советского Союза.
В 1934 году Владимир Иванович назначен капитаном ледокола «Ермак». В январе 1938 года он участвовал в эвакуации полярных исследователей с первой советской дрейфующей полярной станции «Северный полюс — 1».
В 1935 году В. И. Воронин с семьёй переезжает в Ленинград, где вышла его автобиографическая повесть «Жизнь, отданная морю». Родные места герой-полярник не забывал: в 1937 г. от его имени библиотеке и школе в посёлке Сумский Посад были переданы более 50 книг и выделено 1000 рублей.
В 1938 году Воронина назначили капитаном новейшего на тот момент ледокола «Иосиф Сталин», которому в 1940 году удалось выручить дрейфовавший во льдах ледокол «Георгий Седов». Но это произошло без Владимира Ивановича: в 1939 году он ушёл в отставку в связи с болезнью.

### Участие в войне
С началом Великой Отечественной войны Владимир Иванович вернулся в строй. В начале 1942 года прибыл в Архангельск, где занимал должность старшего лоцмана Северного морского пути в Управлении беломорских ледовых операций, которое создали во время войны в структуре Беломорской военной флотилии. В первую военную зиму ему поручили вести эсминец «Урицкий», который при сильных морозах вмёрз в лед Двинского залива близ Молотовска. Ледоколы безуспешно пытались вызволить его. На эсминце заканчивались запасы воды и продовольствия, и по льду со стороны Мудьюга к нему направили «конно-санный поезд». В обратный путь обоз повёл через торосы Воронин, имевший из приборов шлюпочный компас да морской бинокль. На молотовском заводе № 402 ему предстояло принять линейный ледокол «Иосиф Сталин», чтобы затем передать его под командование капитана 3 ранга П. А. Пономарёва.
Затем вновь командовал ледоколом «Леваневский», флагманским л/к «Иосиф Сталин» («Сибирь»), проводил суда с грузами по Северному морскому пути в Мурманск в сложных метеорологических условиях, при активном противодействии авиации и подводных лодок противника.

### Последние годы
В 1946—1947 годах возглавлял первую советскую антарктическую китобойную флотилию «Слава».
Из рейса вернулся 6 июня 1947 года и сразу же написал заявление с настойчивой просьбой вернуть его на ледокольный флот. Вскоре он принял ледокол «Иосиф Сталин».
Скоропостижно скончался на боевом посту, на флагманском ледоколе ГУ СМП «Иосиф Сталин», который 10 октября 1952 года в Хатангском заливе взял на буксир лихтер «Бея», чтобы доставить в Тикси авиабензин в бочках, гусеничные тракторы и тяжёлые насосы для буровиков. Лихтер решили тащить «на усах», то есть вплотную к ледоколу, и Владимир Иванович лично проверил крепление буксира. Однако в пути в районе островов Бегичева попали в шторм, а через сутки на лихтере обнаружилась подвижка палубных грузов. Перекрепление тяжеловесов в море особенно трудно и опасно. В 4 часа 25 минут утра 17 октября прямо на мостике ледокола у капитана Воронина случился инсульт. Ближайшая больница была на Диксоне, около суток самого полного хода по чистой воде. Ледокол отдал буксир и повернул на запад, проходя и шторм, и лёд, хотя больному требовался абсолютный покой. Смерть настигла прославленного капитана уже на подходе к острову Диксон.
Похоронен в Ленинграде на Шуваловском кладбище, которое раньше находилось в пригороде, а сейчас располагается у обочины Выборгского шоссе, между станциями метро «Озерки» и «Проспект Просвещения».

## Общественная деятельность
Депутат ВС СССР (1946—1950 годов). Вступил в ВКП (б) в год своей смерти, в 1952 году.

## Награды
- два ордена Ленина (1932, 1944)
- орден Красной Звезды (1933)
- орден Трудового Красного Знамени (1936)
- орден «Знак Почёта» (1937)
- орден Отечественной войны II степени (20.11.1943)[8]
- орден Отечественной войны I степени (12.4.1945)[9]
- орден Нахимова II степени (2.12.1945)
- медали[10].

## Память
- В 1935 году была выпущена почтовая марка СССР, посвященная Воронину.

Именем В. И. Воронина названы:
- Арктический морской институт, АМИ Воронина, город Архангельск
- подводный жёлоб Воронина в Карском море,
- острова Воронина в Карском море,
- мыс Воронина на Земле Франца-Иосифа,
- ледник Воронина на Земле Франца-Иосифа[11],
- залив Воронина в Баренцевом море (на острове Солсбери)[11],
- губа Воронина на Новой Земле[11],
- бухта Воронина на Новой Земле[11],
- мыс Воронина на Земле Виктории в Антарктиде[11],
- бухта Воронина на Земле Королевы Мод в Антарктиде[11],
- улица Капитана Воронина в Санкт-Петербурге, улицы в Беломорске, Северодвинске, Архангельске, Екатеринбурге и Севастополе, улица Капитана Воронина в городе Сокол Вологодской обл.
- Воронинский сквер в Санкт-Петербурге в начале улицы Капитана Воронина[12]
- ледокол «Капитан Воронин»,
- песня группы «Аквариум» — «Капитан Воронин».